# Suadyetu
Sanjenra Suadyetu, o Seuadytu, fue un faraón de la dinastía XIII de Egipto, que gobernó de c. 1644 a 1641 a. C.
Sólo se conoce porque su nombre, Sanjenra Suadyetu, está escrito en un fragmento del Canon Real de Turín, en el registro VII 5, indicándose que reinó tres años y dos meses.
Este soberano gobernó solamente en una pequeña parte del Alto Egipto, siendo contemporáneo de reyes de las dinastías XIV, XV y XVI.

## Otras pruebas
Tal vez también aparezca en la lista Real de Karnak, donde parece existir un rey con el nombre Sewadjenre o Se-anch-en-Re. Hasta ahora no se ha encontrado ningún monumento de su reinado. 

## Titulatura
| Titulatura | Jeroglífico | Transliteración (transcripción) - traducción - (referencias) |

| N5 | S29 | S34 | n · Aa1 · n | s | M13 | t · Z7 |

| N5 | S29 | S34 | n · Aa1 · n | s | M13 | t · Z7 |

| N5 | S29 | S34 | n · Aa1 · n | s | M13 | t · Z7 |

| N5 | S29 | S34 | n · Aa1 · n | s | M13 | t · Z7 |

| N5 | S29 | S34 | n · Aa1 · n | s | M13 | t · Z7 |

| N5 | S29 | S34 | n · Aa1 · n | s | M13 | t · Z7 |

| N5 | S29 | S34 | n · Aa1 · n | s | M13 | t · Z7 |

| N5 | S29 | S34 | n · Aa1 · n | s | M13 | t · Z7 |

| N5 | S29 | S34 | n · Aa1 · n | s | M13 | t · Z7 |

| N5 | S29 | S34 | n · Aa1 · n | s | M13 | t · Z7 |

| N5 | S29 | S34 | n · Aa1 · n | s | M13 | t · Z7 |

| N5 | S29 | S34 | n · Aa1 · n | s | M13 | t · Z7 |

| N5 | S29 | S34 | n · Aa1 · n | s | M13 | t · Z7 |

| N5 | S29 | S34 | n · Aa1 · n | s | M13 | t · Z7 |

| N5 | S29 | S34 | n · Aa1 · n | s | M13 | t · Z7 |

| N5 | S29 | S34 | n · Aa1 · n | s | M13 | t · Z7 |

| s | M13 | t · Z7 |

| s | M13 | t · Z7 |

| s | M13 | t · Z7 |

| s | M13 | t · Z7 |

| s | M13 | t · Z7 |

| s | M13 | t · Z7 |

| s | M13 | t · Z7 |

| s | M13 | t · Z7 |

| s | M13 | t · Z7 |

| s | M13 | t · Z7 |

| s | M13 | t · Z7 |

| s | M13 | t · Z7 |

| s | M13 | t · Z7 |

| s | M13 | t · Z7 |

| s | M13 | t · Z7 |

| s | M13 | t · Z7 |